# Península Arrowsmith
La península Arrowsmith es una península de aproximadamente 64 kilómetros de largo ubicado la costa Loubet, al oeste de la península Antártica, Antártida. Se encuentra al oeste del glaciar Forel, el glaciar Sharp y del fiordo Lallemand; al noroeste del fiordo Bourgeois; al noroeste bahía Hanusse y al este de la isla Adelaida (o Belgrano). Su extremo suroeste es el cabo Sáenz Peña.

## Historia y toponimia
Fue descubierta por la Cuarta Expedición Antártica Francesa bajo la dirección de Jean-Baptiste Charcot, entre 1908 y 1910, creyendo que se trataba de una isla. La Expedición Británica a la Tierra de Graham bajo la dirección de John Riddoch Rymill, entre 1936 y 1937, descubrió que se trataba de una península. Posteriormente, fue cartografiada por el British Antarctic Survey entre 1955 y 1958 y nombrada por Edwin Porter Arrowsmith, quien en ese momento era gobernador del territorio británico de ultramar de las Islas Malvinas, en disputa con Argentina, y Alto Comisionado del Territorio Antártico Británico.

## Reclamaciones territoriales
Argentina incluye a la península Antártica en el departamento Antártida Argentina dentro de la provincia de Tierra del Fuego, Antártida e Islas del Atlántico Sur; para Chile forma parte de la comuna Antártica de la provincia Antártica Chilena dentro de la Región de Magallanes y de la Antártica Chilena; y para el Reino Unido integra el Territorio Antártico Británico. Las tres reclamaciones están sujetas a las disposiciones del Tratado Antártico.
Nomenclatura de los países reclamantes: 
- Argentina: península Arrowsmith[4][5]
- Chile: ¿?
- Reino Unido: Arrowsmith Peninsula[3]